# Quốc lộ 3
Quốc lộ 3 là tuyến đường huyết mạch nối thủ đô Hà Nội với các tỉnh trung du và miền núi phía Bắc.

## Lộ trình
Quốc lộ 3 dài 366 km, chạy theo hướng Nam – Bắc. Điểm đầu từ phía Bắc cầu Đuống tại Yên Viên – Hà Nội qua Phù Lỗ, Sóc Sơn) và đi qua các tỉnh: Thái Nguyên, Bắc Kạn, Cao Bằng. Điểm cuối tại cửa khẩu Tà Lùng biên giới Việt – Trung. Tổng chiều dài 350,44 km.
Đoạn từ cầu Đuống đến thị trấn Phủ Thông (tỉnh Bắc Kạn) dài khoảng 180 km, đường bằng phẳng. Đoạn thị trấn Phủ Thông đến thị trấn Tà Lùng (huyện Quảng Hòa – Cao Bằng), dài khoảng 170 km, qua vùng núi cao, đường quanh co, vách ta luy cao, vực sâu. Riêng đoạn Thành phố Cao Bằng – Thủy Khẩu, Quốc lộ 3 qua các thung lũng, dân cư thưa thớt, dễ bị ngập nước vào mùa mưa.
Trên tuyến quốc lộ có tổng cộng 84 cầu; đi qua một số đèo dốc lớn như: đèo Giàng, đèo Gió, đèo Cao Bắc, đèo Tài Hồ Sìn, đèo Mã Phục, Kéo Pựt và đèo Khâu Chỉa.

## Lịch sử
Quốc lộ 3 là một trong 8 tuyến quốc lộ có điểm đầu từ Hà Nội, được hình thành từ thời phong kiến. Đến thế kỷ XIX, trục đường đã được người Pháp nâng cấp. Sau 1954 và đặc biệt là sau năm 1975, trục đường được nâng cấp và mở rộng hơn nữa, trở thành con đường huyết mạch nối Hà Nội với các tỉnh trung du và miền núi phía Bắc.